# Jugadora Mundial de la FIFA 2004

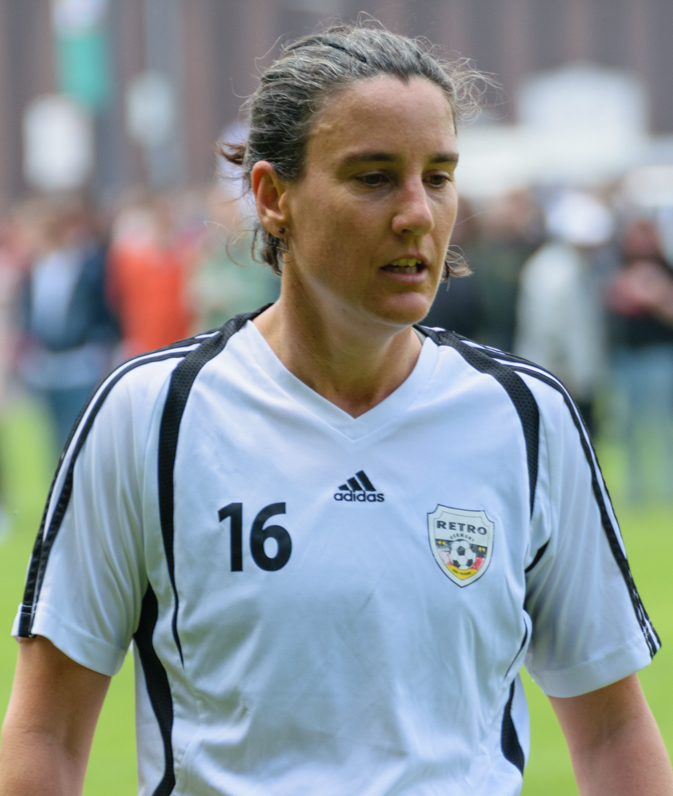
Birgit Prinz ganadora en 2004.

El premio a la mejor jugadora mundial de la FIFA 2004 fue la cuarta entrega de este importante galardón otorgado a la futbolista con mayores logros. El premio fue otorgado por la Federación Internacional de Fútbol Asociación (FIFA). 
La ganadora del cuarto certamen fue la alemana Birgit Prinz. De esta manera Prinz alcanzó su segundo trofeo e igualó a la estadounidense Mia Hamm con más victorias.

## Resultados
| Posición | Futbolista        | Puntuación |
| -------- | ----------------- | ---------- |
| 1        | Birgit Prinz      | 376        |
| 2        | Mia Hamm          | 286        |
| 3        | Marta             | 281        |
| 4        | Abby Wambach      | 126        |
| 5        | Kristine Lilly    | 109        |
| 5        | Hanna Ljungberg   | 109        |
| 7        | Shannon Boxx      | 102        |
| 8        | Renate Lingor     | 89         |
| 8        | Victoria Svensson | 89         |
| 10       | Cristiane         | 80         |
| 11       | Pretinha          | 68         |
| 12       | Formiga           | 54         |